# Неофициальная поэзия
«Неофициальная поэзия» — интернет-проект, посвящённый русской неподцензурной поэзии советского времени. Большая часть контента относится к  1950—1980 годам. Размещён в составе сайта «Русская виртуальная библиотека», в остальном представляющего академические издания классической русской литературы XVIII — начала XX веков.
Основу проекта составил поэтический раздел антологии «Самиздат века» (1997), высоко оценённый специалистами как «уникальная работа», «первый реальный опыт такого рода собрания», «демонстрация реальной картины русской поэзии».
Перенос поэтической части антологии и дальнейшую доработку материала осуществляет поэт Иван Ахметьев, наряду с филологом Владиславом Кулаковым ассистировавший Генриху Сапгиру в работе над первоначальной бумажной версией. По состоянию на 22 февраля 2009 г. на сайте размещены публикации 314 авторов (в «Самиздате века» был 261), существенно расширены библиографические сведения. По мнению Дмитрия Кузьмина, «работа Ахметьева по поддержанию и развитию „Неофициальной поэзии“ важна и конструктивна», а Сергей Костырко отмечал в журнале «Новый мир», что «„Антология неофициальной поэзии“ представляет собой самый масштабный проект сайта „РВБ“ и один из самых серьёзных в сегодняшнем нашем литературном Интернете».

## Адрес
- «Неофициальная поэзия Архивная копия от 6 февраля 2009 на Wayback Machine»